# Pescaglia
Pescaglia és un comune (municipi) de la província de Lucca, a la regió italiana de la Toscana, amb una població de 3.456 habitants l'1 de gener de 2018.
Limita amb els municipis de Borgo a Mozzano, Camaiore, Fabbriche di Vallico, Lucca, Stazzema i Vergemoli.

## Evolucio demogràfica
| Gràfica d'evolució de Pescaglia entre 1861 i   |
|                                                |
| Font: ISTAT - Elaboració gràfica de Viquipèdia |